# Liczba pojedyncza
Liczba pojedyncza, lp – wartość kategorii liczby sygnalizująca brak wielości desygnatów. Liczba mnoga oznacza pojedynczość przedmiotu, osoby itp. bez względu na to, czy jest to rzeczywiście jednostka (np. pol. mały chłopiec biegnie), gatunek (np. pies szczeka) czy też zbiorowość (np. armia walczy). Nieliczne rzeczowniki mają tylko formy liczby pojedynczej (singulare tantum). Są to niektóre nazwy własne (np. Wisła, Bałtyk), większość rzeczowników będących nazwami materiałów (np. miedź), wiele rzeczowników oznaczających pojęcia oderwane (np. dobroć, radość) oraz rzeczowniki zbiorowe (np. szlachta, sitowie).